# 2012夏季达沃斯论坛
2012夏季达沃斯论坛，又名世界经济论坛2012年新领军者年会，于2012年9月11日至13日在中国天津市举行，会议地点为天津梅江会展中心，有包括90个国家和地区的2000余名政界、商界领袖出席论坛。

## 概况

### 论坛背景

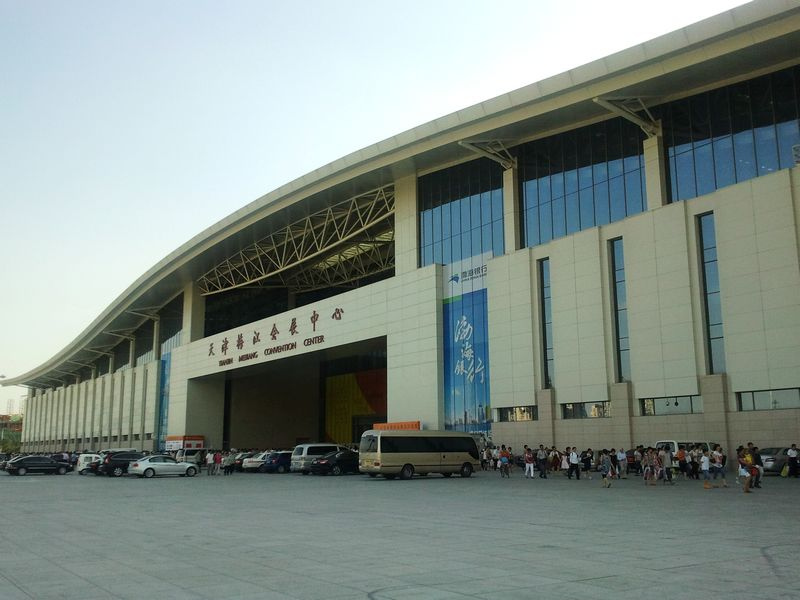
举办年会的梅江会展中心

夏季达沃斯论坛，是由世界经济论坛论坛主席施瓦布教授和中国总理温家宝共同提议设立的，旨在为“全球成长型公司”创造一个与成熟企业共同讨论、分享经验的平台。由于夏季达沃斯论坛参会者以世界经济论坛认定的全球成长型公司为主，所以被命名为“新领军者年会”，通常被称为“夏季达沃斯论坛”。2012夏季达沃斯论坛是夏季达沃斯论坛的第六次年会。

### 规模

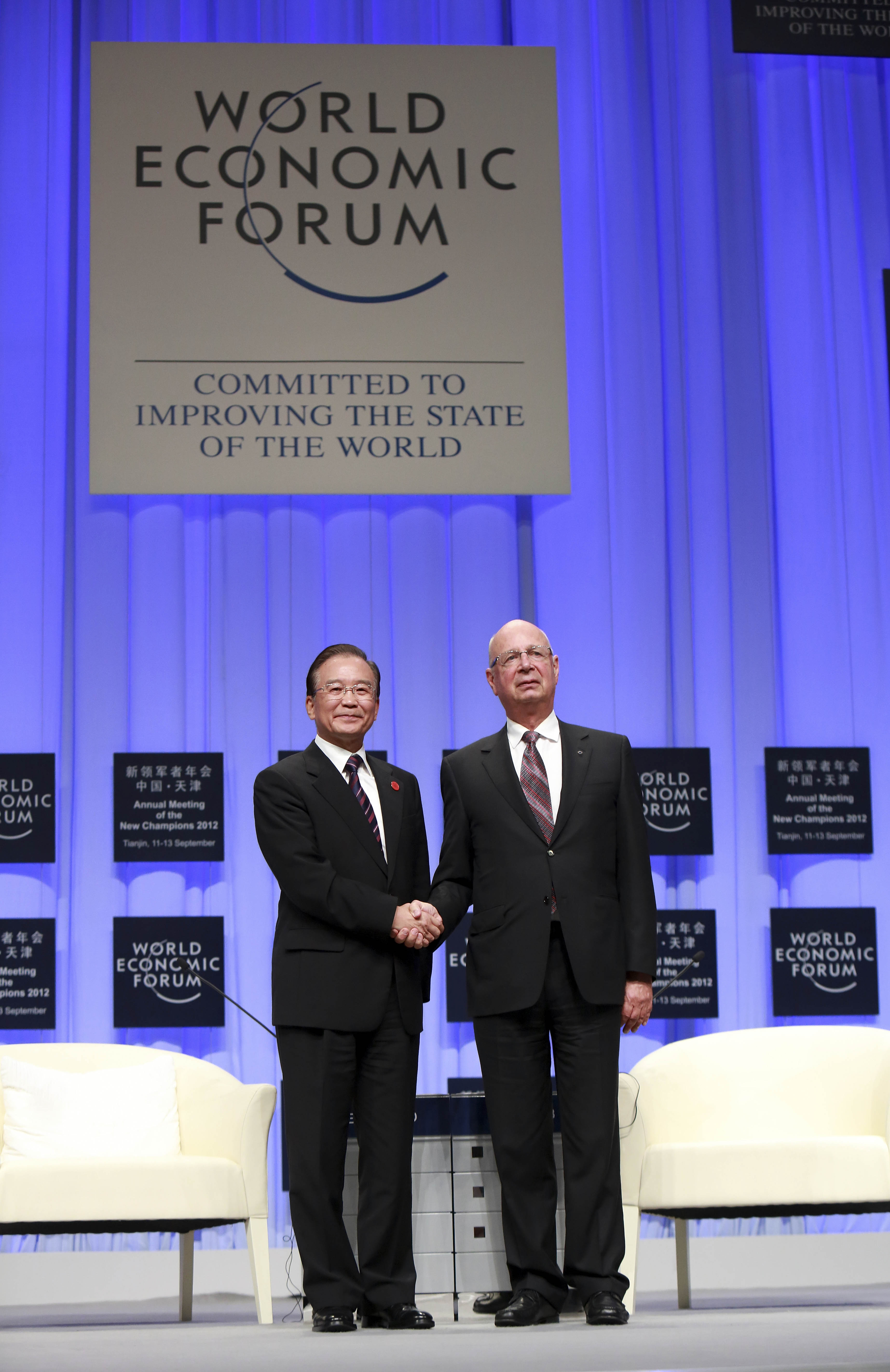
温家宝与施瓦布在开幕式

2012夏季达沃斯论坛参会嘉宾总人数超过2000人，创下论坛举办以来的历届之最。参会家变包括90个国家和地区的政要、全球500强企业、全球成长型公司高管等人士。论坛承办方天津市市长黄兴国和世界经济论坛论坛主席施瓦布在开幕式致欢迎辞，中国总理温家宝发表演讲。

## 主题与议题

### 主题
2012年夏季达沃斯论坛的主题为：塑造未来经济。由于时值中国经济增长放缓，因而中国经济与增长放缓相关议题备受关注。

### 议题
按照夏季达沃斯论坛的惯例，论坛议题分别设置官方议题和中方议题。本次夏季达沃斯论坛筹备工作组拟定的18项中方议题，主要涉及新兴经济体、金融创新、中国经济放缓等方面。以下为部分议题：
- 新兴经济体如何改变全球化
- 新兴经济体：寻求经济增长和可持续性之间更好平衡点的挑战
- 全球贸易格局的调整
- 金融制度创新与金融监管的有效性
- 对新兴产业的辨别与对发明的鼓励
- 市场需求转型与企业创新
- 人民币汇率制度改革与人民币国际化
- 中国经济增长速度放缓与经济增长方式转变
- 老龄化社会：我们都身在其中
- 区域经济自主性增长的引擎
- 探索可持续发展的城市化模式

## 论坛活动
此次夏季达沃斯论组委会在9月12日根据惯例举行天津工业游览，游览项目包括空客A320系列飞机天津总装线和参观天津港等。